# Spirit Caravan
Spirit Caravan es una banda originaria del estado de Maryland, EE. UU. de Doom metal/Stoner Metal formada por su guitarrista y vocalista Scott Weinrich.

## Biografía
Después de haberse separados su antiguo grupo The Obsessed, Scott Weinrich animó a los miembros de otras bandas, Dave Sherman al bajo y Gary Isom a la batería, a formar un nuevo grupo. Llamados Shine en un principio, editaron una demo y un 7" con este nombre, pero tuvieron que cambiarlo porque otro grupo con el mismo amenazaba con demandarlos, por lo que decidieron modificar su nombre a Spirit Caravan. Sus letras hacen especial énfasis en la espiritualidad ( sin ser necesariamente religiosas) y en la política global.
Aunque el grupo no se ha disuelto oficialmente, han hecho un parón desde su gira final en el 2002. 
La canción Dove-Tongued Aggressor aparece en la banda sonora del videojuego Tony Hawk's American Wasteland.

## Miembros
- Scott Weinrich: Voces y guitarra (1996–2002, 2014–presente)
- Dave Sherman: Bajo (1996–2002, 2014–presente)
- Henry Vásquez: Batería (2016–presente)

- Gary Isom – batería (1996–2002)
- Ed Gulli: batería (2015)

## Discografía

### Álbumes
- Jug Fulla Sun CD (1999 Tolotta Records)
- Elusive Truth CD/LP (2001 Tolotta Records)

### EPs
- "Lost Sun Dance" 7" (as Shine) (1998 Tolotta Records)
- Dreamwheel CDEP/10"EP (1999 MeteorCity Records)
- "Darkness and Longing" 7" split with Sixty Watt Shaman (1999 Tee Pee Records)
- "So Mortal Be" 7" (2002 Tolotta Records)

### Compilaciones
- The Last Embrace 2xCD/2xLP (2004 MeteorCity Records)

### Apariciones de compilaciones
- "Lost Sun Dance" (como Shine) eb Stoned Revolution – The Ultimate Trip CD/2LP (1998 Drunken Maria Records)
- "Powertime" (como Shine) eb Metal Injection CD (1998 Bad Posture Records)
- "The Departure" en Rise 13 CD (1999 Rise Above Records)
- "Wicked World" Sucking the 70's 2CD (2002 Small Stone Records)
- "Dove-Tongued Aggressor," "No Hope Goat Farm" and "Re-Alignment/Higher Power" on ...And Back to Earth Again 3CD (2007 MeteorCity Records)

- Datos: Q2311095